# Microcosmus madagascariensis
Microcosmus madagascariensis is een zakpijpensoort uit de familie van de Pyuridae. De wetenschappelijke naam van de soort is voor het eerst geldig gepubliceerd in 1918 door Michaelsen.